# Destroy All Humans
Destroy All Humans är det andra studioalbumet till det spanska progressiva death metal-bandet Soulitude (ett soloprojekt av musikern Ignacio "Jevo" Garamendi från bland annat bandet Valhalla). Det självutgivna albumet släpptes 2008.

## Låtlista
1. "Ad Astra" (instrumental) – 1:40
2. "Alien Messiah" – 4:56
3. "The Wormhole" – 4:46
4. "Turn Me Off" – 4:35
5. "Destroy All Humans" – 3:40
6. "Earthanasia" – 3:46
7. "Gospel of Judas" – 5:03
8. "The Cube" – 3:44
9. "Clones of Mediocrity" – 4:16
10. "New World Order" (instrumental) – 4:36
11. "10,000 Years Ago" – 4:05
12. "Born in America" – 3:31
13. "Lion's Pride" – 4:36

## Medverkande
Musiker (Soulitude-medlemmar)
- Jevo (Ignacio Garamendi) – gitarr, basgitarr, sång, keyboard, synthesizer

Bidragande musiker
- Jowy (Joel Victoria), Lorenzo "Loren" Mutiozabal – sång
- Ibon Jordan – trummor

Produktion
- Jevo – producent, ljudtekniker, ljudmix, mastering
- Xabier Amezaga – omslagskonst